# بی‌نظیر (فیلم ۱۹۶۴)
بی‌نظیر (انگلیسی: Benazir) فیلمی هندی است که در سال ۱۹۶۴ منتشر شد.